# Ленгфельд
Ленгфельд (нім. Lengfeld) — громада в Німеччині, розташована в землі Тюрингія. Входить до складу району Гільдбурггаузен. Складова частина об'єднання громад Фельдштайн.
Площа — 6,64 км2. Населення становить 388 ос. (станом на 31 грудня 2021).

## Галерея

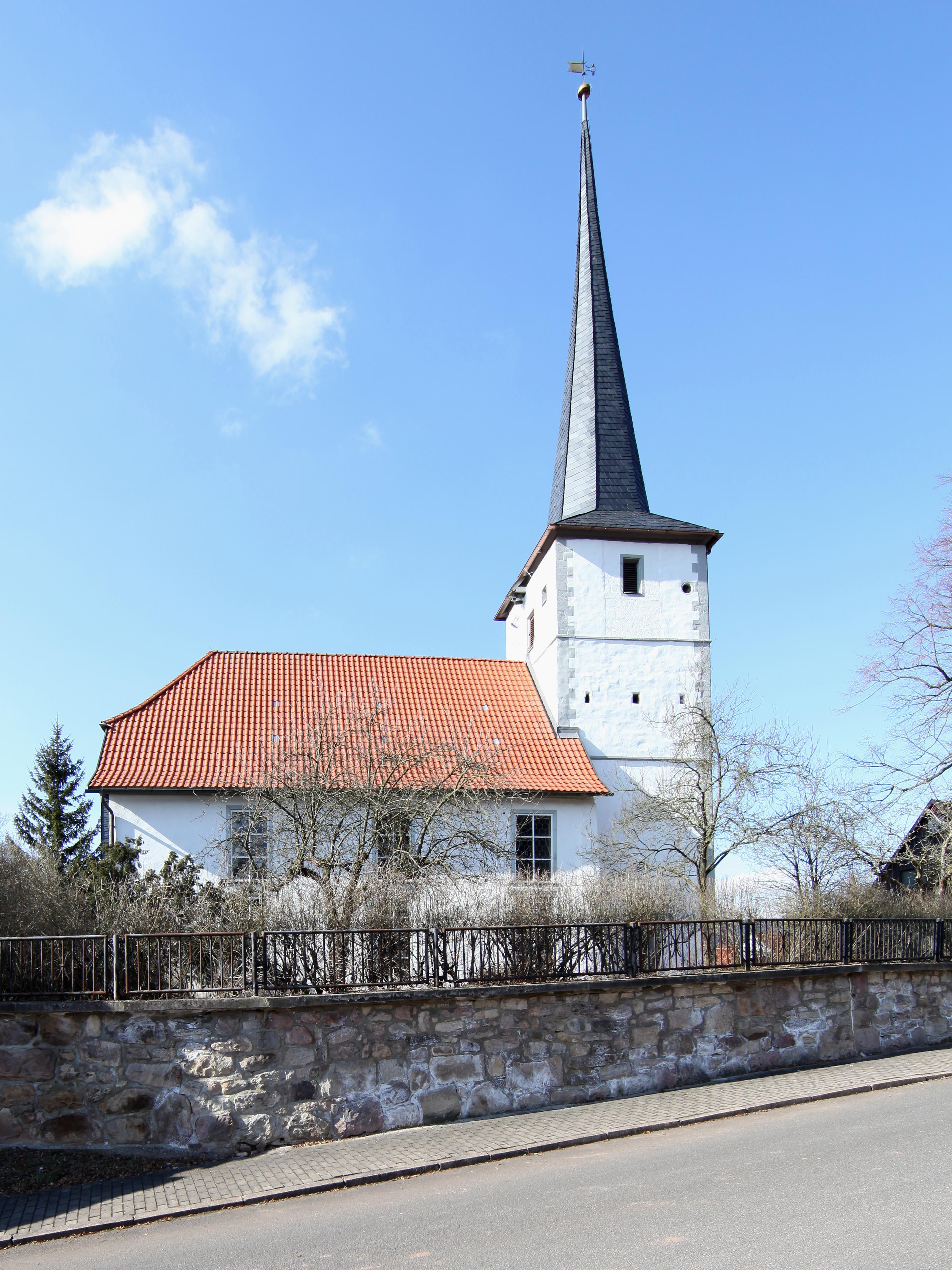